# Liu Xuan
Liu Xuan (刘璇S, Liú XuánP; Changsha, 12 marzo 1979) è un'ex ginnasta cinese.
Ha vinto l'oro alla trave alle Olimpiadi di Sydney nel 2000. Si è ritirata dalle competizioni nello stesso anno.

## Carriera sportiva

### Il "Liu",Olimpiadi di Atlanta
Nel 1995 la Liu ottenne attenzione a livello internazionale nel mondo della ginnastica a causa dell'elemento a parallele che prese il suo nome,una granvolta a una mano.I giudici lo trovarono però pericoloso e gli diedero una valutazione molto più bassa di quanto gli allenatori cinesi speravano.
Nel 1996 vince il bronzo ai Mondiali di Porto Rico sulla trave, un altro buon attrezzo per lei. Le sue Olimpiadi saranno di livello modesto, come quelle di tutta la squadra cinese (cadute sia durante gli esercizi compulsori che durante quelli opzionali costano una medaglia alla squadra e costano alla Liu l'accesso alle finali ad attrezzo).

### 1997-1999
Le performance modeste continuano per tutto il quadriennio seguente.Riesce comunque a vincere l'oro alla trave alla Coppa del Mondo di Sabae nel 1998 e aiuta la squadra cinese a vincere un paio di medaglie di bronzo a squadre ai mondiali del 1997 e del 1999(la Cina perderà poi quest'ultimo a causa del fatto che Dong Fangxiao era più giovane di tre anni rispetto all'età minima consentita).Durante l'edizione casalinga dei mondiali 1999 a Tientsin,si qualifica al terzo posto per la finale a parallele salvo poi essere sostituita dalla compagna di squadra Ling Jie.

### Olimpiadi di Sydney 2000
Durante quella che prima dei giochi descrisse come l'ultima gara della sua carriera, la Liu aiutò la squadra cinese a vincere il bronzo (poi perso per la stessa ragione per la quale persero il bronzo dei Mondiali 1999) e vinse l'oro individuale alla trave.
In seguito alla squalifica della vincitrice Andreea Răducan per doping (pseudoefedrina contenuta nel Nurofen per curare il raffreddore) la Liu, che divenne così la prima ginnasta cinese a vincere una medaglia olimpica o mondiale nell'all-around, ricevette un bronzo nel concorso individuale generale. L'atleta dichiarò di essere "contenta-molto sorpresa ma contenta-però mi dispiace per lei."(Raducan) "Penso che la campionessa dell'all-around sia molto brava e non capisco tutto ciò. Nella ginnastica le droghe non aiutano, servono solo capacità fisiche".

### Dopo il ritiro
Xuan è sposata,ha cominciato a lavorare come attrice nel 2002 e come cantante nel 2008.Nello stesso anno, durante le Olimpiadi di Pechino,lavorò come giornalista per la tv di Hong Kong TVB.